# Gare de Harima-Shimosato
La gare de Harima-Shimosato (播磨下里駅, Harima-Shimosato-eki) est une gare ferroviaire localisée dans la ville de Kasai, dans la préfecture de Hyōgo au Japon. La gare est exploitée par la compagnie Hōjō Railway,sur la ligne Hōjō .

## Service des voyageurs

### Desserte
La gare de Harima-Shimosato est une gare disposant d'un quai et d'une voie.

| N° de voie | Ligne  | Direction    |
| ---------- | ------ | ------------ |
| 1          | ▆ Hōjō | Ao/Hōjōmachi |

| Direction Ao | Ligne Hōjō | Ligne Hōjō | Ligne Hōjō | Direction Hōjōmachi |
| Hokkeguchi   |            | Local 普通 |            | Osa                 |